# Улица Энгельса (Екатеринбург)
У́лица Э́нгельса (до 1919 года — Малаховская улица) расположена между улицами Горького и Мичурина в Центральном жилом районе Екатеринбурга (Ленинский и Октябрьский административные районы). Протяжённость улицы с запада на восток составляет 1550 м.

## Происхождение названий
Первоначально название было Малаховская улица, сведений о происхождении нету. Свое современное название улица получила в память о Фридрихе Энгельсе, немецком политическом деятеле, философе, историке и предпринимателе

## История и достопримечательности
Формирование улицы началось в 1730-е годы как переулка между улицами, параллельными Исети в Банной слободе города. На планах города после 1743 года улица фиксируется в пределах территории «новой» крепости, а на плане 1804 года улица выходит за пределы контура бывших укреплений. На планах второй половины XIX века Малаховская улица выглядит близкой к современному положению. Она подходила с запада к Малаховской площади, на пересечении с Кузнечной улицей функционировал общественный водоразборный колодец (Малаховский ключ).
Достопримечательностями улицы являются усадьба В. А. Туржанского (архитекторы В. В. Коновалов, С. С. Козлов, позднее — И. К. Янковский), в которой жил его сын — известный уральский художник Л. В. Туржанский, усадьба А. Г. Молева. На свободных после сноса старых построек участках улица застроена многоэтажными жилыми домами и офисными зданиями.

## Транспорт
Движение наземного общественного транспорта по улице не осуществляется 